# Жагатальський сільський округ
Жагата́льський сільський округ (каз. Жағатал ауылдық округі, рос. Жагатальский сельский округ) — адміністративна одиниця у складі Алакольського району Жетисуської області Казахстану. Адміністративний центр — село Казахстан.
Населення — 2020 осіб (2021; 2038 у 2009, 2721 у 1999, 3201 у 1989).
Станом на 1989 рік існували Бесагаська сільська рада (село Бесагаш) та Жагатальська сільська рада (село Казахстан).

## Склад
До складу округу входять такі населені пункти:
| Населений пункт | Населення, осіб (1989) | Населення, осіб (1999) | Населення, осіб (2009) | Населення, осіб (2021) |
| --------------- | ---------------------- | ---------------------- | ---------------------- | ---------------------- |
| Бесагаш, село   | 1004                   | 356                    | 134                    | 64                     |
| Казахстан, село | 2197                   | 2365                   | 1904                   | 1956                   |